# Zadok (Vorname)
Zạdok ist ein hebräischer männlicher Vorname. Mehrere Personen dieses Namens werden in der Bibel erwähnt.

## Etymologie
Der hebräische Personenname צָדוֹק ṣādōq „Zadok“ ist die Kurzform eines Verbalsatznamens, dessen Subjekt (und zugleich theophores Element) entfallen ist. Das Prädikat ist von der Verbwurzel צדק ṣdq, deutsch ‚gerecht sein‘ ableitbar, der Name lässt sich daher mit „(Gott) ist gerecht“ übersetzen. Alternativ könnte auch ein Einwortname (bestehend aus einem Adjektiv) vorliegen, dann wäre die Übersetzung „gerecht“. Die Septuaginta gibt den Namen als Σαδωκ Sadōk wieder, die Vulgata als Sadoc.

## Biblische Erwähnung von Namensträgern
- Zadok, Sohn des Ahitub, war ein Priester und späterer Hohepriester unter den Königen David und Salomo. (vgl. Hauptartikel)
- Zadok, Großvater mütterlicherseits des judäischen Königs Jotam (2 Kön 15,32f EU, 2 Chr 27,1 EU)
- Zadok, Sohn des Baana, half beim Bau des Zweiten Tempels (Neh 3,4 EU)
- Zadok, Sohn des Immer, half ebenfalls beim Bau des Zweiten Tempels (Neh 3,29 EU)
- Zadok (möglicherweise identisch mit einem vorgenannten), verpflichtet im nationalen Bund Israels. (Neh 10,22 EU)
- Zadok (möglicherweise identisch mit einem vorgenannten), ein Schreiber und verantwortlich für die Vorratskammern der Leviten (Neh 13,13 EU)
- Zadok, Sohn des Azor, zählte zu den Vorfahren Jesu (Mt 1,14 EU)

## Nichtbiblische Namensträger
- Zadok der Pharisäer, ein Rebell gegen die römische Vorherrschaft in Judäa im 1. Jahrhundert
- Zadok, ein Tannaim-Rabbi im 1. Jahrhundert

## Familienname
Zu Trägern des Namens Zadok als Familienname siehe: Zadok